# Dr Iggy
Igor Todorović (Beograd, 22 novembar 1970), poznatiji kao Dr Iggy je dens muzičar iz Srbije. Bio je veoma popularan sredinom 1990-ih, a najpoznatiji je po pesmi Oči boje duge,
 gde je ženski vokal bila Ivana Peters.
Godine 1996, proslavio je svoj rođendan koncertom u prepunom Sava Centru. Usledile su i velike turneje po zemlji i inostranstvu gde je Dr. Iggy veoma popularan. O tom vremenu kaže: “Bio sam iznenađen i zatečen tolikom popularnošću. Tek sa ove distance mogu da sagledam koliko sam tada bio popularan i da sam zapravo bio mega zvezda”. Početna euforija koja ga je pratila na svakom koraku stišala se posle njegovog trećeg albuma. “Sada svi znaju ko sam ja i to mi je najvažnije”, kaže Dr. Iggy.
Poslednji koncert je održao u Sava Centru 2. februara 2010. godine.

### Ženski vokal
Pored Ivane Peters ženski vokal su bile Tanja Stojmenović (albumi „Kao pre” (1996) i „Kada Reči Nisu Potrebne” (1997)) i Vesna Pavlović (poznata i kao Vesna Milačić Kaja).

## Diskografija

### Albumi[7]
- Oči boje duge (1995) ITV Melomarket
- Kao pre (1996) Centroscena
- Kada reči nisu potrebne (1997) PGP RTS i Košava
- Zbog tebe (2000) Grand Production, Centro scena
- Sve/ Tragovi ljubavi (2002) City Records

### Singlovi
- Oči boje duge (1995)
- Navika (1997)
- Srce ledeno (2016) sa Di-džej Šone i Marinom Visković

## Spoljašnje veze
- prezentacija
- - Dr Iggy